# Julio Meléndez Calderón
Julio Guillermo Meléndez Calderón (La Punta, Provincia del Callao, 11 de abril de 1942) es un exfutbolista peruano que se desempeñaba en la posición de defensa central, reconocido como uno de los mejores defensas en la historia de su país y uno de los mejores defensores sudamericanos del siglo XX. Fue internacional con la Selección del Perú y exjugador de Boca Juniors, donde ostentó la capitanía de ambos conjuntos.
Meléndez fue uno de los tres más grandes defensas de la historia del fútbol peruano y es considerado por la prensa especializada como el mejor n.° 2 en la historia de Boca Juniors. Era un back de mucha clase, elegante y muy capaz de controlar a sus rivales sin agresividad, además de tener un muy buen manejo con el balón en los pies.
Inició su carrera en la demarcación de lateral derecho y posteriormente cambio su posición hasta la de defensa central, puesto en el que destacó como referente nacional e internacional en su época y por el que llegó a ser considerado como uno de los mejores defensores sudamericanos de todos los tiempos.
Hizo las menores en el Club Centro Iqueño en 1959, debutó profesionalmente con Defensor Lima en 1961 como lateral derecho, luego pasó por KDT Nacional y Sport Boys. Su mayor plataforma fue en el Defensor Arica, equipo que por esos años (mediados de los años 60) era protagonista del fútbol peruano. 
No tardó mucho en que lo vieran en el extranjero y en 1968 fue transferido a Boca Juniors, allí escribió su historia en letras doradas. En el equipo «xeneize» el cual era dirigido en aquel entonces por Alfredo Di Stéfano, Meléndez se convirtió en el capitán del equipo y tuvo su propio show individual como el mejor y más solvente defensor de la Liga Argentina. Donde obtuvo dos títulos nacionales del Campeonato Argentino y una Copa Argentina.
Es recordado como uno de defensores más elegantes en la historia de Boca Juniors y del fútbol argentino.
En el conjunto «xeneize» se mantuvo durante 4 años y llegó a ganarse el respeto de la parcialidad y admiración del equipo argentino debido a sus grandes actuaciones y su jerarquía individual, a tal punto de ser considerado uno de ídolos de la institución en su historia y siendo elegido varias veces en su equipo ideal de todos los tiempos.
Poseedor de una calidad y una elegancia poco frecuente para un defensor central, fue inmortalizado por La 12 con un cántico que consistía en; “y ya lo ve, y ya lo ve… es el peruano y su ballet”.
Con la Selección de fútbol del Perú fue campeón de la Copa América de 1975 y consiguió la clasificación a la Copa Mundial de Fútbol de 1978.
Es sobrino del reconocido entrenador peruano Marcos Calderón.

## Trayectoria

### Sus inicios
Según enseñan las fotos oficiales de la época (también registradas en internet) se inició en los juveniles del Centro Iqueño en 1958, luego jugó en equipos como Defensor Lima y KDT Nacional. 
En 1964 pasó a formar parte del equipo de sus amores, el Sport Boys, en donde maduró como defensa central y donde se convirtió en un ídolo.
El 22 de agosto de 1965, el Madrid realizaba una gira por Sudamérica, en la que aún se mantenía invicto. Con el mismísimo Santiago Bernabéu presidiendo la delegación, el cuadro merengue llegó a la capital luego de que tres días antes venciera 2-4 a Colo Colo en Santiago de Chile. Como oponente se designó a un seleccionado peruano, pero no el de la Federación Peruana de Fútbol, sino uno de la APF con los mejores jugadores del torneo local, bajo la conducción del brasileño Jaime de Almeyda, entonces técnico de Alianza Lima.
La Asociación Peruana de Fútbol (predecesora de la actual ADFP) se tomó muy en serio el choque ante el Real Madrid y juntó a lo mejor del campeonato, que al momento de jugarse el partido llevaba disputadas ya cinco jornadas. El equipo designado fue con Fernando Cárpena al arco; Eloy Campos, Julio Meléndez y Rodolfo Guzmán; José Fernández y Manuel Grimaldo; Italo Cavagneri, Víctor 'Pitín' Zegarra y Pedro 'Perico' León junto a los brasileños Coutinho y Tiriza en el ataque. A ellos se sumaron también como reemplazos Otorino Sartor, Víctor Calatayud y Ángel Uribe.
La línea de ataque que el Real Madrid presentó en Lima consistió en José Luis Veloso, José 'Pirri' Martínez, Ramón Grosso, Ferenc Puskás y Francisco 'Paco' Gento. Varios del legendario equipo merengue que ganó cinco Copas de Europa de manera consecutiva en los años cincuenta.
Los merengues perdieron 3-2 con Julio Meléndez en la cancha, así como figuras de la talla de Ferenc Puskás y Francisco 'Paco' Gento, siendo la única derrota de los blancos en territorio peruano. En sus más de cien años de historia Real Madrid visitó el Perú en tres ocasiones.
El mismo año pasó al Defensor Arica, un equipo chico que era protagonista del Campeonato Peruano por esos años, destacándose nítidamente por lo que fue contratado por Boca Juniors de Argentina.

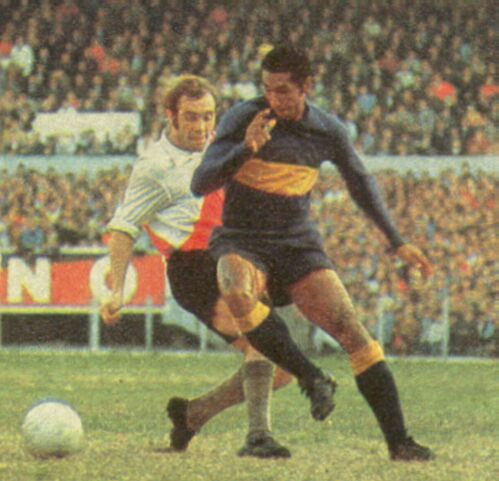
Meléndez (Boca) disputando un Superclásico

### Trayectoria en Argentina
Con el Boca Juniors histórico de Ángel Clemente Rojas, Silvio Marzolini, Rubén José Suñé y Antonio Roma, Julio Meléndez fue ídolo llegando a convertirse en capitán y campeón de los torneos 1969 y 1970 del fútbol argentino. Por esos años la hinchada boquense solía cantar con fervor: “y ya lo ve, y ya lo ve… es el peruano y su ballet”. Sin embargo, en 1969, sorprendentemente, en las eliminatorias para el Mundial de México 1970, nunca alineó por la selección peruana que justamente eliminaba a Argentina.
Fue un jugador de alta clase que no sólo se ganó la idolatría de los hinchas boquenses sino también las de sus rivales, muchos se preguntaban en Argentina cómo hacía para controlar a los rivales sin necesidad de recurrir a las brusquedades, en tiempos donde su juego se convertía en un ejemplo de caballerosidad, ante la rudeza que ponían de manifiesto la mayoría de los zagueros.
En el “Xeneixe” jugó 214 partidos entre amistosos y oficiales. «Oficialmente jugó 154 partidos donde nunca fue suplente» 

### Pretendido por el Sevilla
Después de su paso triunfal por el fútbol argentino en el club Boca Juniors, a partir de un desacuerdo con el presidente del club, Alberto J. Armando tentó suerte en el Sevilla de España. A pesar de su gran cartel, Meléndez se sometió a prueba en el club andaluz y si bien el peruano convenció a los dirigentes, no se llegó a un acuerdo contractual y así Meléndez se embarcó al Perú y firmó por el Defensor Lima.

### De regreso al Perú
Luego de su pase frustrado al Sevilla, Julio decidió volver al Perú, al club Defensor Lima y al año siguiente en 1973 al Club Atlético Chalaco, "la furia chalaca", para luego ir al Juan Aurich. Marcos Calderón lo convocó a la selección peruana que ganó la Copa América 1975, donde formó con Héctor Chumpitaz una dupla excepcional. Posteriormente jugó las eliminatorias del mundial Argentina 78 que clasificó a Perú, retirándose en el partido final, generando un sentimiento encontrado entre la hinchada peruana, por un lado la alegría de la clasificación y por otro el retiro de uno de sus más brillantes futbolistas.
El 22 de abril de 2016 tuvo que desmentir la noticia de su muerte, que fue publicada por varios medios.

### Participaciones en la Copa América
| Copa              | Sede          | Resultado | Partidos |
| ----------------- | ------------- | --------- | -------- |
| Copa América 1975 | Sin sede fija | Campeón   | 9        |

## Clubes
| Club             | País      | Año         |
| ---------------- | --------- | ----------- |
| Defensor Lima    | Perú      | 1961        |
| KDT Nacional     | Perú      | 1962        |
| Sport Boys       | Perú      | 1963 - 1964 |
| Defensor Arica   | Perú      | 1965 - 1967 |
| Boca Juniors     | Argentina | 1968 - 1972 |
| Defensor Lima    | Perú      | 1972        |
| Atlético Chalaco | Perú      | 1973        |
| Unión Tumán      | Perú      | 1974        |
| Juan Aurich      | Perú      | 1975 - 1977 |
| León de Huánuco  | Perú      | 1978 - 1979 |

### Estadísticas con Boca Juniors
| Club                   | Año   | Torneo Nacional y Metropolitano | Torneo Nacional y Metropolitano | Copa Argentina | Copa Argentina | Copa Libertadores | Copa Libertadores | Total | Total |
| Club                   | Año   | PJ                              | G                               | PJ             | G              | PJ                | G                 | PJ    | G     |
| ---------------------- | ----- | ------------------------------- | ------------------------------- | -------------- | -------------- | ----------------- | ----------------- | ----- | ----- |
| Boca Juniors Argentina | 1968  | 33                              | 0                               | -              | -              | -                 | -                 | 33    | 0     |
| Boca Juniors Argentina | 1969  | 36                              | 1                               | 10             | 0              | -                 | -                 | 46    | 1     |
| Boca Juniors Argentina | 1970  | 20                              | 0                               | -              | -              | 4                 | 0                 | 24    | 0     |
| Boca Juniors Argentina | 1971  | 40                              | 0                               | -              | -              | 4                 | 0                 | 44    | 0     |
| Boca Juniors Argentina | 1972  | 7                               | 0                               | -              | -              | -                 | -                 | 7     | 0     |
| Boca Juniors Argentina | Total | 136                             | 1                               | 10             | 0              | 8                 | 0                 | 154   | 1     |

## Palmarés

### Campeonatos nacionales
| Título                        | Club         | País      | Año    |
| ----------------------------- | ------------ | --------- | ------ |
| Primera División de Argentina | Boca Juniors | Argentina | N-1969 |
| Copa Argentina                | Boca Juniors | Argentina | 1969   |
| Primera División de Argentina | Boca Juniors | Argentina | N-1970 |

### Campeonatos internacionales
| Título       | Selección | Sede final    | Año  |
| ------------ | --------- | ------------- | ---- |
| Copa América | Perú      | Sin sede fija | 1975 |

#### Distinciones individuales
| Distinción                                                                                  | Año           |
| ------------------------------------------------------------------------------------------- | ------------- |
| Mejor jugador extranjero de la Liga Argentina                                               | 1969          |
| Incluido en el XI ideal de Boca Juniors de todos los tiempos                                | 2017          |
| Futbolista peruano con mayor cantidad de presencias en Boca Juniors (154 partidos)          | 1972-Presente |
| Incluido dentro de los 100 extranjeros más emblemáticos que pasaron por el fútbol argentino | 2017          |
| Incluido en el once histórico de la Selección Peruana elaborado por la IFFHS.               | 2022          |

## Homenajes
En 2013 ignauguraron el Complejo Deportivo Julio Meléndez, ubicado en el distrito de San Miguel, él se ha referido como el mayor homenaje que ha recibido.